# Pšunder
Pšunder je priimek več znanih Slovencev:
- Majda Pšunder (*1948), pedagoginja
- Mirko Pšunder (*1944), gradbenik